# Campanularia fasciculata
Campanularia fasciculata är en nässeldjursart som beskrevs av John Fraser 1941. Campanularia fasciculata ingår i släktet Campanularia och familjen Campanulariidae. Inga underarter finns listade i Catalogue of Life.